# Michel Beaudet
Pour les articles homonymes, voir Beaudet.
Michel Beaudet est un créateur de sites Web québécois et le concepteur des clips humoristiques Têtes à claques et Les Histoires bizarres du professeur Zarbi.

## Biographie
Après avoir fait carrière en publicité,, Michel Beaudet tente de créer des vidéos éducatives avec des personnages animés sur Internet. Après avoir essayé d'animer des grenouilles en pâte à modeler dans un clip, il s'amuse à les faire flatuler dans l'eau. Il met sa bouche et ses yeux numériquement sur les images de grenouilles et il improvise un texte. Après avoir terminé ce clip, il le montre à vingt-cinq personnes de son entourage qui montrent le clip à des amis, etc. Son entourage a beaucoup plus apprécié l'idée des grenouilles péteuses que l'idée originale.
Plus tard, il décide de créer des vidéos comiques. « Je suis un miroir », dit Michel Beaudet ; il fait ses textes en écoutant autour de lui et il improvise par la suite. Le clip On sort en est un bon exemple : Johnny Boy aurait été écrit en trois minutes[réf. nécessaire].
Il crée le site Têtes à claques le 16 août 2006,.